# Campionat del Món B d'hoquei sobre patins masculí de 2004
El trenta-sisè Campionat del Món "B" d'hoquei patins masculí es disputà del 16 al 23 d'octubre de 2004 a Macau (Xina). Destacà perquè fou el primer campionat internacional oficial en què hi prengué part la selecció catalana d'hoquei sobre patins masculina.
Els tres primers classificats ascendiren al Campionat del Món "A" d'hoquei patins masculí 2005. La selecció catalana participà com a membre provisional de la Federació Internacional de Patinatge (FIRS). Tot i la còmode victòria de la catalana, la FIRS rebutjà la seva admissió definitiva, no podent participar en edicions posteriors, deixant en el seu lloc a Macau, que finalitzà la competició en quart lloc.
Els àrbitres que prengueren part en aquesta competició foren: Manuel da Luz (Macau), Francesc Xavier Roca (Andorra), Mark Siggurs (Austràlia), Peter Braddock (Nova Zelanda), Richard Anderson (Austràlia) i Rahjes Anand (Índia).

## Participants
| Grup A | Grup A       |
| ------ | ------------ |
|        | Andorra      |
|        | Macau        |
|        | Nova Zelanda |
|        | Xina         |
|        | Taiwan       |

### Andorra
| Dorsal | Nom            | Posició       | Equip      |
| ------ | -------------- | ------------- | ---------- |
|        | Marc Vila      | porter        | Andorra HC |
|        | Nelson Alves   | porter        | Andorra HC |
|        | Ferran Vila    | defensa       | Andorra HC |
|        | Àlex Marín     | defensa       | Andorra HC |
|        | Llorenç Miquel | defensa       | Andorra HC |
|        | Ivan Vilaró    | davanter      | Andorra HC |
|        | Àlex Maestre   | davanter      | Andorra HC |
|        | Marc Marín     | davanter      | Andorra HC |
|        | Guillem Sarlé  | davanter      | CP Raspeig |
|        | Bernat Bosch   | seleccionador |            |

| Grup B | Grup B         |
| ------ | -------------- |
|        | Anglaterra     |
|        | Àustria        |
|        | Austràlia      |
|        | Catalunya      |
|        | Japó           |
|        | Corea del Nord |

### Catalunya[3]
| Dorsal | Nom             | Posició          | Equip        |
| ------ | --------------- | ---------------- | ------------ |
| 1      | Víctor Agramunt | porter           | CP Vic       |
| 2      | Ernest Freixes  | porter           | Blanes HC    |
| 3      | Ivan Tibau      | defensa          | Blanes HC    |
| 4      | David Busquets  | davanter         | Igualada HC  |
| 5      | Abraham Bages   | davanter         | CH Vila-seca |
| 6      | Jordi "Rodri"   | defensa/mig      | SHUM Maçanet |
| 7      | Josep Manel Edo | defensa          | CP Vilanova  |
| 8      | David Cáceres   | defensa          | Igualada HC  |
| 9      | Quim Casalí     | davanter         | CP Voltregà  |
| 10     | Juli Anguita    | defensa          | CP Voltregà  |
|        | Jordi Camps     | seleccionador    |              |
|        | Albert Tarrida  | 2n seleccionador |              |

Altres membres destacats de l'expedició catalana foren: el delegat Jordi Roquet, el fisioterapeuta Octavi Rocha, el metge Ramon Vilaró i el responsable de material Miquel Sancho.

### Corea del Nord
Corea del Nord no es presentà al campionat. Tots els partits se li van donar per perduts per 10 a 0.

## Primera fase
Els horaris corresponen a l'hora de Macau (zona horària: UTC+8), als Països Catalans són sis hores menys.

### Llegenda
En les taules següents:
| Pts = Punts totals PJ = Partits jugats PG = Partits guanyats PE = Partits empatats PP = Partits perduts GF = Gols a favor |  | GC = Gols en contra DG = Diferència de gols (GF-GC) Ressaltat en verd = Equip classificat per a la segona fase. Ressaltat en vermell = Equip eliminat per a la segona fase. (p) = Gol de penalti (fd) = Gol de falta directa |  |  |

### Grup A
| Equip        | Pts | PJ | PG | PE | PP | GF | GC | DG  |
| ------------ | --- | -- | -- | -- | -- | -- | -- | --- |
| Macau        | 12  | 4  | 4  | 0  | 0  | 54 | 11 | +43 |
| Andorra      | 9   | 4  | 3  | 0  | 1  | 56 | 9  | +47 |
| Nova Zelanda | 6   | 4  | 2  | 0  | 2  | 32 | 28 | +4  |
| Taiwan       | 3   | 4  | 1  | 0  | 3  | 18 | 48 | -30 |
| Xina         | 0   | 4  | 0  | 0  | 4  | 10 | 74 | -64 |

| 16 d'octubre de 2004 19:30 |      |      |                                       |
| Macau                      | 25-4 | Xina | Fòrum de Macau Àrbitres: Assistència: |
|                            |      |      | Fòrum de Macau Àrbitres: Assistència: |

| 16 d'octubre de 2004 22:15 |      |        |                                       |
| Andorra                    | 19-0 | Taiwan | Fòrum de Macau Àrbitres: Assistència: |
|                            |      |        | Fòrum de Macau Àrbitres: Assistència: |

| 17 d'octubre de 2004 17:30 |     |         |                                       |
| Nova Zelanda               | 3-8 | Andorra | Fòrum de Macau Àrbitres: Assistència: |
|                            |     |         | Fòrum de Macau Àrbitres: Assistència: |

| 17 d'octubre de 2004 18:45 |      |       |                                       |
| Taiwan                     | 3-14 | Macau | Fòrum de Macau Àrbitres: Assistència: |
|                            |      |       | Fòrum de Macau Àrbitres: Assistència: |

| 18 d'octubre de 2004 08:00 |      |              |                                       |
| Xina                       | 2-15 | Nova Zelanda | Fòrum de Macau Àrbitres: Assistència: |
|                            |      |              | Fòrum de Macau Àrbitres: Assistència: |

| 18 d'octubre de 2004 10:30 |     |       |                                       |
| Andorra                    | 3-4 | Macau | Fòrum de Macau Àrbitres: Assistència: |
|                            |     |       | Fòrum de Macau Àrbitres: Assistència: |

| 18 d'octubre de 2004 15:30 |      |        |                                       |
| Nova Zelanda               | 13-7 | Taiwan | Fòrum de Macau Àrbitres: Assistència: |
|                            |      |        | Fòrum de Macau Àrbitres: Assistència: |

| 18 d'octubre de 2004 20:00 |      |         |                                       |
| Xina                       | 2-26 | Andorra | Fòrum de Macau Àrbitres: Assistència: |
|                            |      |         | Fòrum de Macau Àrbitres: Assistència: |

| 19 d'octubre de 2004 09:15 |     |      |                                       |
| Taiwan                     | 8-2 | Xina | Fòrum de Macau Àrbitres: Assistència: |
|                            |     |      | Fòrum de Macau Àrbitres: Assistència: |

| 19 d'octubre de 2004 18:30 |      |              |                                       |
| Macau                      | 11-1 | Nova Zelanda | Fòrum de Macau Àrbitres: Assistència: |
|                            |      |              | Fòrum de Macau Àrbitres: Assistència: |

### Grup B
| Equip          | Pts | PJ | PG | PE | PP | GF | GC | DG  |
| -------------- | --- | -- | -- | -- | -- | -- | -- | --- |
| Catalunya      | 15  | 5  | 5  | 0  | 0  | 52 | 0  | +52 |
| Anglaterra     | 12  | 5  | 4  | 0  | 1  | 35 | 16 | +19 |
| Austràlia      | 7   | 5  | 2  | 1  | 2  | 23 | 25 | -2  |
| Àustria        | 7   | 5  | 2  | 1  | 2  | 16 | 19 | -3  |
| Japó           | 3   | 5  | 1  | 0  | 4  | 14 | 30 | -16 |
| Corea del Nord | 0   | 5  | 0  | 0  | 5  | 0  | 50 | -50 |

| 16 d'octubre de 2004 21:00 |      | | |
| Austràlia                  | 0-11 | Catalunya                                                                                             | Fòrum de Macau Àrbitres: Manuel da Luz (MAC) i Francesc-Xavier Roca (AND) Assistència: 400 espectadors aprox. |
|                            |      | Tibau 1', 2', 38' Càceres 3', 6' (p) Busquets 8' Anguita 14' Casalí 15' Bagès 17' "Rodri" 23' Edo 39' | Fòrum de Macau Àrbitres: Manuel da Luz (MAC) i Francesc-Xavier Roca (AND) Assistència: 400 espectadors aprox. |

| 17 d'octubre de 2004 09:15 |      |      |                                       |
| Anglaterra                 | 14-0 | Japó | Fòrum de Macau Àrbitres: Assistència: |
|                            |      |      | Fòrum de Macau Àrbitres: Assistència: |

| 17 d'octubre de 2004 10:30 |      |                |  |
| Àustria                    | 10-0 | Corea del Nord |  |
|                            |      |                |  |

| 17 d'octubre de 2004 20:00 |      |            |  |
| Corea del Nord             | 0-10 | Anglaterra |  |
|                            |      |            |  |

| 17 d'octubre de 2004 20:05                                                                              |      |         | |
| Catalunya                                                                                               | 12-0 | Àustria | Fòrum de Macau Àrbitres: Richard Anderson (AUS) i Mark Siggurs (AUS) Assistència: 400 espectadors aprox. |
| Cáceres 2' Bagès 2', 39' "Rodri" 5', 33' Casalí 7', 35' Tibau 13' Busquets 14', 16' Edo 19' Anguita 37' |      |         | Fòrum de Macau Àrbitres: Richard Anderson (AUS) i Mark Siggurs (AUS) Assistència: 400 espectadors aprox. |

| 17 d'octubre de 2004 21:45 |     |           |                                       |
| Japó                       | 4-6 | Austràlia | Fòrum de Macau Àrbitres: Assistència: |
|                            |     |           | Fòrum de Macau Àrbitres: Assistència: |

| 18 d'octubre de 2004 11:45 |      |                |  |
| Austràlia                  | 10-0 | Corea del Nord |  |
|                            |      |                |  |

| 18 d'octubre de 2004 18:45                                                    |     |      | |
| Catalunya                                                                     | 8-0 | Japó | Fòrum de Macau Àrbitres: Peter Braddock (NZL) i Rahjes Amand (IND) Assistència: 400 espectadors aprox. |
| Anguita 2' Tibau 10', 15' "Rodri" 12', 27' Busquets 26' Càceres 32' Bagès 33' |     |      | Fòrum de Macau Àrbitres: Peter Braddock (NZL) i Rahjes Amand (IND) Assistència: 400 espectadors aprox. |

| 18 d'octubre de 2004 21:15 |     |         |                                       |
| Anglaterra                 | 4-1 | Àustria | Fòrum de Macau Àrbitres: Assistència: |
|                            |     |         | Fòrum de Macau Àrbitres: Assistència: |

| 19 d'octubre de 2004 08:00 |      |                |  |
| Japó                       | 10-0 | Corea del Nord |  |
|                            |      |                |  |

| 19 d'octubre de 2004 10:30 |     |           |                                       |
| Àustria                    | 3-3 | Austràlia | Fòrum de Macau Àrbitres: Assistència: |
|                            |     |           | Fòrum de Macau Àrbitres: Assistència: |

| 19 d'octubre de 2004 11:45 |      |                                                                                         | |
| Anglaterra                 | 0-11 | Catalunya                                                                               | Fòrum de Macau Àrbitres: Manuel da Luz (MAC) i Richard Anderson (AUS) Assistència: 400 espectadors aprox. |
|                            |      | Busquets 6', 9' Tibau 6' (p) "Rodri" 10', 30' Bagès 16', 19', 21', 26' Càceres 18', 28' | Fòrum de Macau Àrbitres: Manuel da Luz (MAC) i Richard Anderson (AUS) Assistència: 400 espectadors aprox. |

| 19 d'octubre de 2004 19:45 |     |      |                                       |
| Àustria                    | 2-0 | Japó | Fòrum de Macau Àrbitres: Assistència: |
|                            |     |      | Fòrum de Macau Àrbitres: Assistència: |

| 19 d'octubre de 2004 21:00 |     |            |                                       |
| Austràlia                  | 4-7 | Anglaterra | Fòrum de Macau Àrbitres: Assistència: |
|                            |     |            | Fòrum de Macau Àrbitres: Assistència: |

| 19 d'octubre de 2004 22:15 |      |                |  |
| Catalunya                  | 10-0 | Corea del Nord |  |
|                            |      |                |  |

## Segona fase
|  | Quarts de final | Quarts de final |              |       | Semifinals  | Semifinals  |  |  | Final        | Final |
|  |                 |                 |              |       |             |             |  |  |              |       |
|  | 21 d'octubre    |                 |              |       |             |             |  |  |              |       |
|  |                 |                 |              |       |             |             |  |  |              |       |
|  | Nova Zelanda    | 4               |              |       |             |             |  |  |              |       |
|  | Nova Zelanda    | 4               | 22 d'octubre |       |             |             |  |  |              |       |
|  | Anglaterra      | 18              |              |       |             |             |  |  |              |       |
|  | Anglaterra      | 18              | Anglaterra   | 9     |             |             |  |  |              |       |
|  | 21 d'octubre    |                 | Anglaterra   | 9     |             |             |  |  |              |       |
|  |                 | Macau           | 4            |       |             |             |  |  |              |       |
|  | Macau           | Macau           | 4            | 6     |             |             |  |  |              |       |
|  | Macau           |                 | 23 d'octubre | 6     |             |             |  |  |              |       |
|  | Àustria         | 3               |              |       |             |             |  |  |              |       |
|  | Àustria         | 3               | Anglaterra   | 0     |             |             |  |  |              |       |
|  | 21 d'octubre    |                 | Anglaterra   | 0     |             |             |  |  |              |       |
|  |                 | Catalunya       | 6            |       |             |             |  |  |              |       |
|  | Andorra         | Catalunya       | 6            | 4     |             |             |  |  |              |       |
|  | Andorra         | 22 d'octubre    |              | 4     |             |             |  |  |              |       |
|  | Austràlia       | 2               |              |       |             |             |  |  |              |       |
|  | Austràlia       | 2               | Andorra      | 0     | Tercer lloc | Tercer lloc |  |  |              |       |
|  | 21 d'octubre    |                 | Andorra      | 0     | Tercer lloc | Tercer lloc |  |  |              |       |
|  |                 | Catalunya       | 8            |       |             |             |  |  |              |       |
|  | Taiwan          | Catalunya       | 8            | 1     | Andorra     | 2           |  |  |              |       |
|  | Taiwan          |                 |              | 1     | Andorra     | 2           |  |  |              |       |
|  | Catalunya       | 12              |              | Macau | 0           |             |  |  |              |       |
|  | Catalunya       | 12              |              |       | 0           |             |  |  |              |       |
|  |                 |                 |              |       |             |             |  |  | 23 d'octubre |       |
|  |                 |                 |              |       |             |             |  |  |              |       |

### Novè i desè lloc
| 21 d'octubre de 2004 |      |      |                                       |
| Xina                 | 0-16 | Japó | Fòrum de Macau Àrbitres: Assistència: |
|                      |      |      | Fòrum de Macau Àrbitres: Assistència: |

| 21 d'octubre de 2004 |      |      |                                       |
| Japó                 | 11-1 | Xina | Fòrum de Macau Àrbitres: Assistència: |
|                      |      |      | Fòrum de Macau Àrbitres: Assistència: |

### Quarts de final
| 21 d'octubre de 2004 17:45 |      |            |                                       |
| Nova Zelanda               | 4-18 | Anglaterra | Fòrum de Macau Àrbitres: Assistència: |
|                            |      |            | Fòrum de Macau Àrbitres: Assistència: |

| 21 d'octubre de 2004 21:45 |     |         |                                       |
| Macau                      | 6-3 | Àustria | Fòrum de Macau Àrbitres: Assistència: |
|                            |     |         | Fòrum de Macau Àrbitres: Assistència: |

| 21 d'octubre de 2004 18:45 |     |           |                                       |
| Andorra                    | 4-2 | Austràlia | Fòrum de Macau Àrbitres: Assistència: |
|                            |     |           | Fòrum de Macau Àrbitres: Assistència: |

| 21 d'octubre de 2004 20:15 |      |                                                                                               | |
| Taiwan                     | 1-12 | Catalunya                                                                                     | Fòrum de Macau Àrbitres: Rahjes Anand (IND) i Richard Anderson (AUS) Assistència: 600 espectadors aprox. |
| Ming Yuang 11' (p)         |      | Casalí 3', 37' Bagès 5' (p), 7', 30' Edo 6', 35' "Rodri" 14', 15', 22' Tibau 24' Busquets 25' | Fòrum de Macau Àrbitres: Rahjes Anand (IND) i Richard Anderson (AUS) Assistència: 600 espectadors aprox. |

### Del cinquè al vuitè lloc
| 22 d'octubre de 2004 |     |         |                                       |
| Nova Zelanda         | 6-7 | Àustria | Fòrum de Macau Àrbitres: Assistència: |
|                      |     |         | Fòrum de Macau Àrbitres: Assistència: |

| 22 d'octubre de 2004 |     |        |                                       |
| Austràlia            | 8-2 | Taiwan | Fòrum de Macau Àrbitres: Assistència: |
|                      |     |        | Fòrum de Macau Àrbitres: Assistència: |

### Semifinals
| 22 d'octubre de 2004 18:45 |     |       |                                       |
| Anglaterra                 | 9-4 | Macau | Fòrum de Macau Àrbitres: Assistència: |
|                            |     |       | Fòrum de Macau Àrbitres: Assistència: |

| 22 d'octubre de 2004 20:30 |     |                                                                       | |
| Andorra                    | 0-8 | Catalunya                                                             | Fòrum de Macau Àrbitres:Manuel da Luz (MAC) i Mark Siggurs (AUS) Assistència: 400 espectadors aprox. |
|                            |     | Càceres 3' "Rodri" 8', 9' Tibau 10', 33' Casalí 21' Edo 26' Bagès 29' | Fòrum de Macau Àrbitres:Manuel da Luz (MAC) i Mark Siggurs (AUS) Assistència: 400 espectadors aprox. |

### Setè i vuitè lloc
| 23 d'octubre de 2004 |     |        |                                       |
| Nova Zelanda         | 2-0 | Taiwan | Fòrum de Macau Àrbitres: Assistència: |
|                      |     |        | Fòrum de Macau Àrbitres: Assistència: |

### Cinquè i sisè lloc
| 23 d'octubre de 2004 |     |         |                                       |
| Austràlia            | 5-4 | Àustria | Fòrum de Macau Àrbitres: Assistència: |
|                      |     |         | Fòrum de Macau Àrbitres: Assistència: |

### Tercer i quart lloc
| 23 d'octubre de 2004 |     |       |                                       |
| Andorra              | 2-0 | Macau | Fòrum de Macau Àrbitres: Assistència: |
|                      |     |       | Fòrum de Macau Àrbitres: Assistència: |

### Final
| 23 d'octubre de 2004 16:45                          |     |            | |
| Catalunya                                           | 6-0 | Anglaterra | Fòrum de Macau Àrbitres: Manuel da Luz (MAC) i Francesc-Xavier Roca (AND) Assistència: 1.000 espectadors aprox. |
| Tibau 3' Bagès 17', 27' Casalí 18' Cáceres 32', 33' |     |            | Fòrum de Macau Àrbitres: Manuel da Luz (MAC) i Francesc-Xavier Roca (AND) Assistència: 1.000 espectadors aprox. |

| Catalunya        |
| Campió CATALUNYA |

## Classificació final
| Equip | Equip          | Pts | PJ | PG | PE | PP | GF | GC  | DG  | Rend   |
| ----- | -------------- | --- | -- | -- | -- | -- | -- | --- | --- | ------ |
| 1r    | Catalunya      | 16  | 8  | 8  | 0  | 0  | 78 | 1   | +77 | 100%   |
| 2n    | Anglaterra     | 12  | 8  | 6  | 0  | 2  | 62 | 30  | +32 | 75%    |
| 3r    | Andorra        | 10  | 7  | 5  | 0  | 2  | 62 | 19  | +43 | 71,42% |
| 4t    | Macau          | 10  | 7  | 5  | 0  | 2  | 64 | 25  | +39 | 71,42% |
| 5è    | Austràlia      | 9   | 8  | 4  | 1  | 3  | 38 | 35  | +3  | 56,25% |
| 6è    | Àustria        | 7   | 8  | 3  | 1  | 4  | 30 | 36  | -6  | 43,75% |
| 7è    | Nova Zelanda   | 6   | 7  | 3  | 0  | 4  | 44 | 53  | -9  | 42,85% |
| 8è    | Taiwan         | 2   | 7  | 1  | 0  | 6  | 21 | 70  | -49 | 14,28% |
| 9è    | Japó           | 6   | 7  | 3  | 0  | 4  | 41 | 31  | +10 | 42,85% |
| 10è   | Xina           | 0   | 6  | 0  | 0  | 6  | 11 | 101 | -90 | 0%     |
| 11è   | Corea del Nord | 0   | 0  | 0  | 0  | 0  | 0  | 0   | 0   | 0%     |